# Marwari
A marwari egy ritka lófajta, amely Indiából, a rádzsasztáni Marwar régióból származik. Megjelenésben igen hasonlít a kathiawari lóhoz, mely szintén erről a területről származik, és mindkettőjüknek befelé hajló füleik vannak. A marwari többféle színű lehet, azonban manapság a vásárlók és lótartók inkább a tarka változatokat kedvelik. Ez a lófajta valószínűleg az ősi indiai pónilóból ered, melyet az arab telivérrél, és talán a mongol lóval kereszteztek.
Ezt a lófajtát, a 12. század elején a nyugat-indiai Marwar régióban élő Rathore klánbeliek tenyésztették ki. Ezt a szívós, hűséges és bátor lovat, főleg a lovasság használta, azonban sok mindenre használható: könnyű igavonásra, mezőgazdasági munkákra, lovaglásra, valamint teherhordásra. Mivel a múlt század elején már kevésbé figyeltek a fajtatisztaságára és egyéb lófajtákat részesítettek előnybe, az 1930-as évekre a marwari lovak száma drasztikusan lecsökkent. Manapság viszont a tartásuk újból divatba jött. 1995-ben egy törzskönyvet vezető társaságot hoztak létre az érdekében. E lovak exportálása több év tizedig be volt tiltva, azonban 2000 és 2006 között néhány lovat mégis kiengedtek az országból.
Ennek a lónak a marmagassága, az eredeti élőhelyén, azaz a Marwar régióban 152-163 centiméter között van; azonban más indiai térségekből származó példányok marmagassága 142-173 centiméter közti is lehet. Sokféle színben kapható. A fehér lovat főleg vallási célokra tenyésztik, azonban ezeket nem vezetik be a törzskönyvbe; a fekete példányok nem kedveltek, mivel a halált és a sötétséget jelképezik.

## Képek

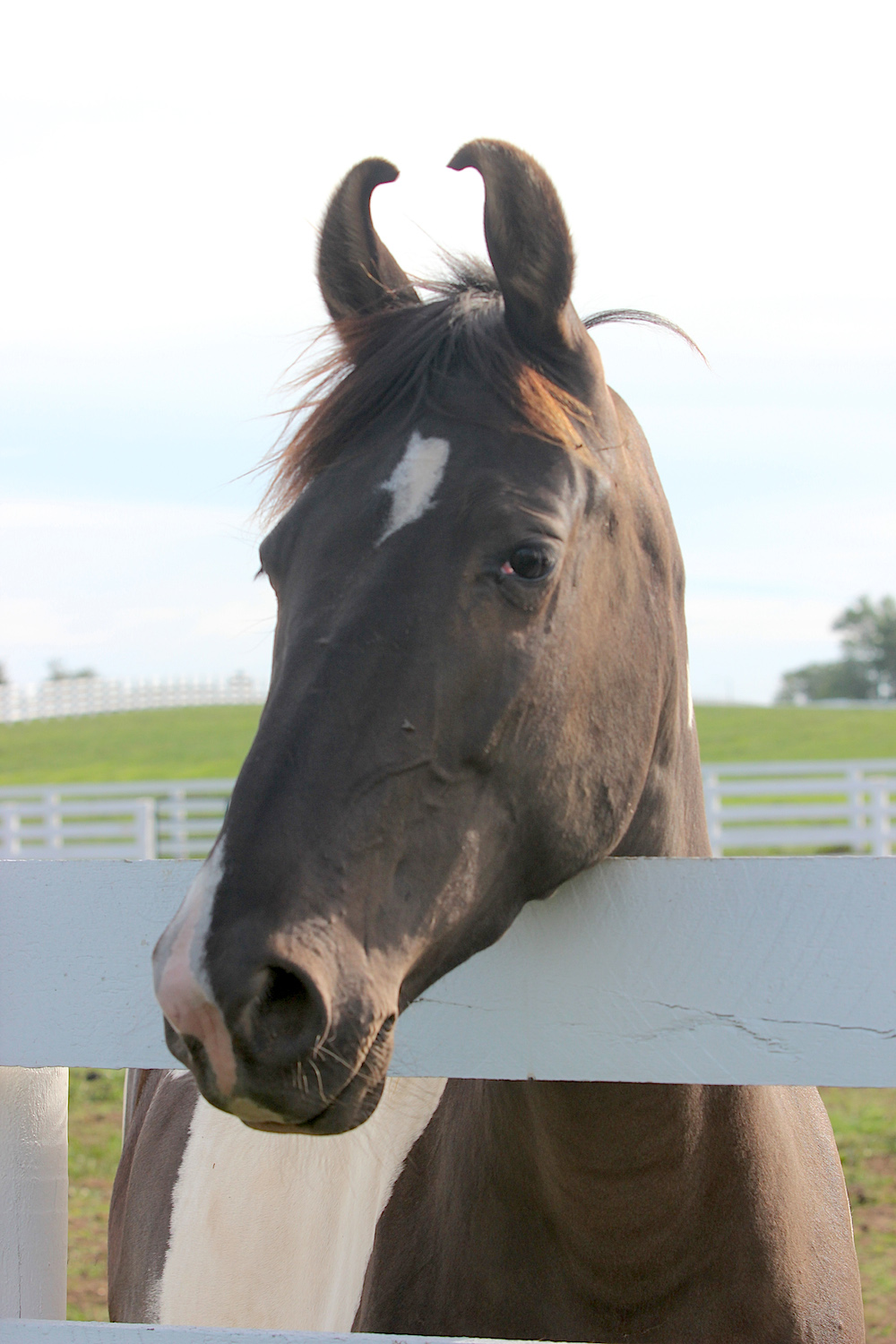
A jellegzetes beforduló fülei
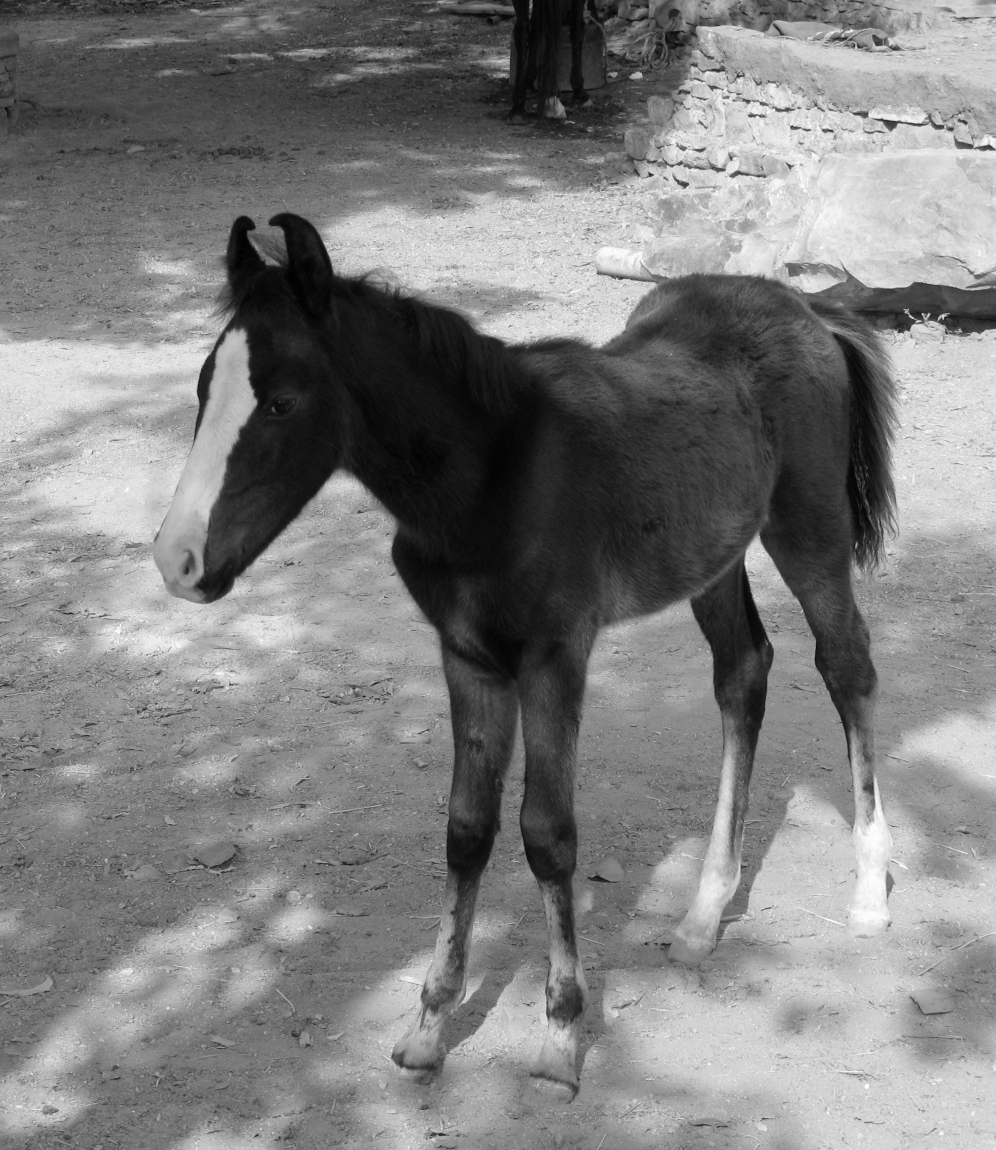
a csikónál is láthatók
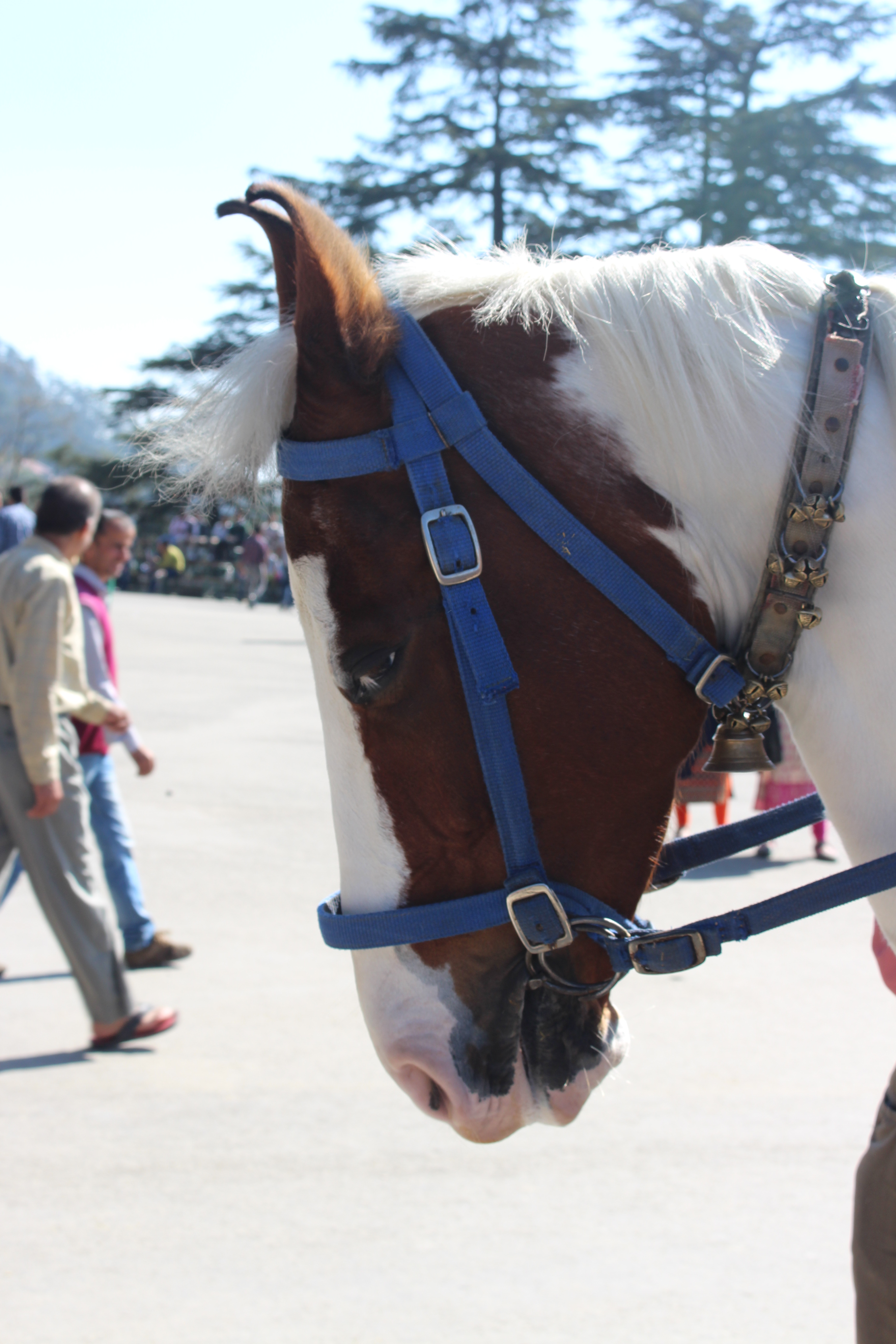
A tarka marwari fejformája
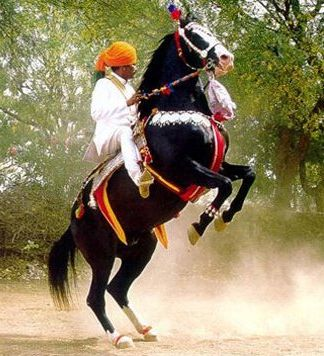
Harci lóként
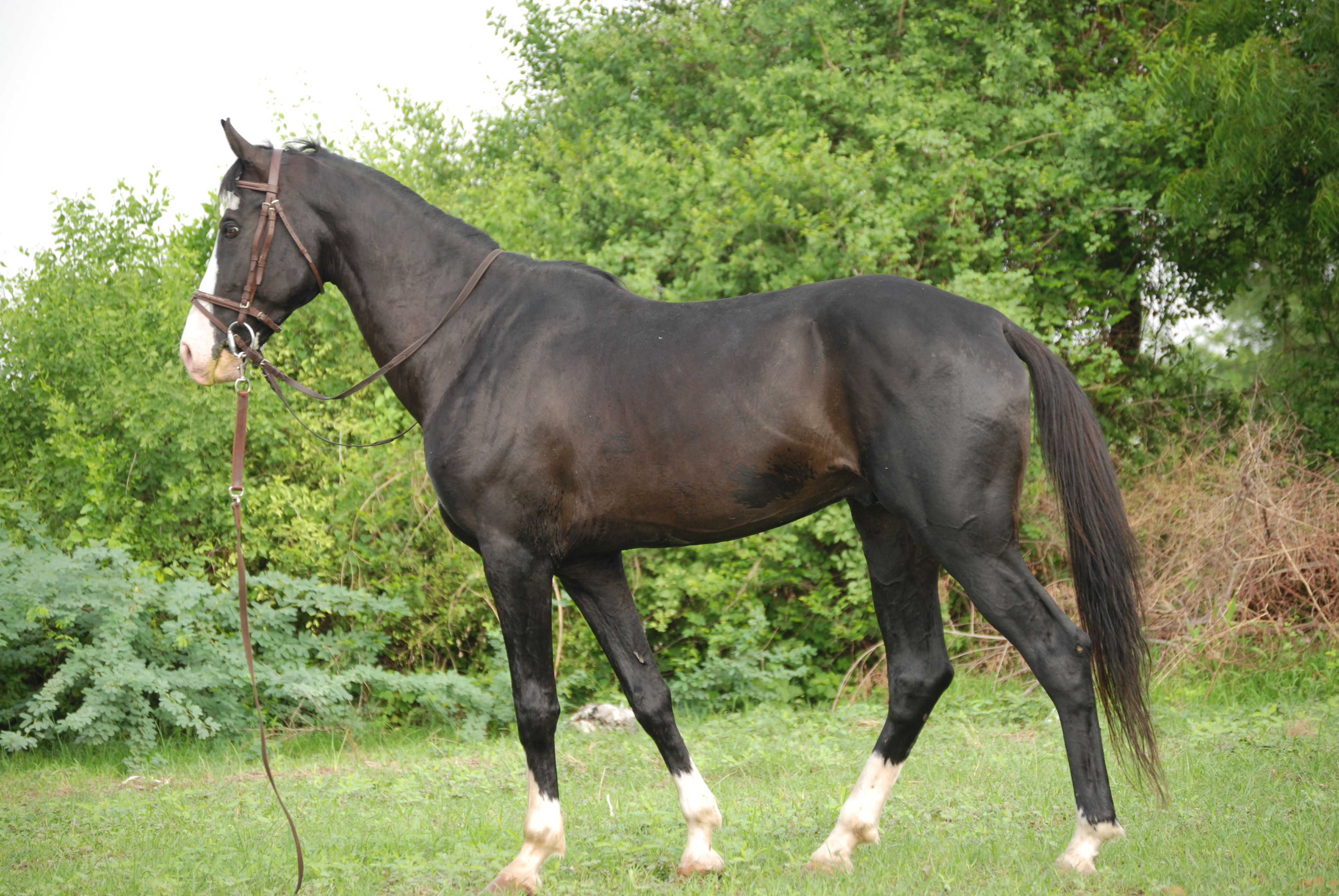
Csődör

### Fordítás
- Ez a szócikk részben vagy egészben  a   Marwari horse című angol Wikipédia-szócikk ezen változatának fordításán alapul.  Az eredeti cikk szerkesztőit annak laptörténete sorolja fel. Ez a jelzés csupán a megfogalmazás eredetét és a szerzői jogokat jelzi, nem szolgál a cikkben szereplő információk forrásmegjelöléseként.

## További irodalom
- Kelly, Francesca. Marwari: Legend of the Indian Horse. New Delhi: Prakash Book Depot (2000). ISBN 81-7234-032-X.